# Парк-музей Скобелева
Парк «Скобелев» — парк-музей в городе Плевен.

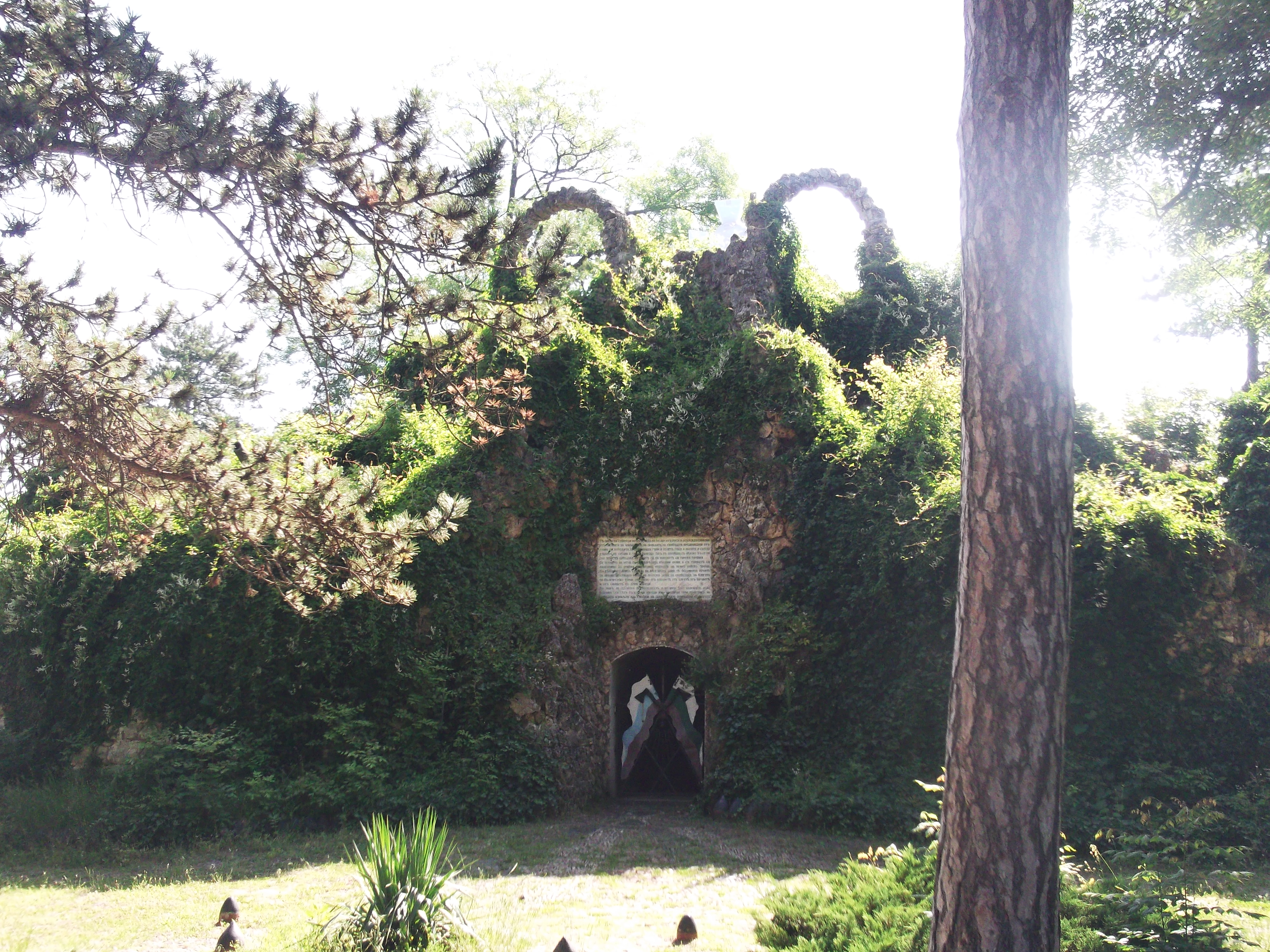
Костница погибших российских воинов

## История
Парк в память о русских и румынских солдатах, погибших во время осады Плевны в ходе русско-турецкой войны 1877—1878 гг. был заложен и обустроен в 1902—1907 гг. и официально открыт в 1904 году. Назван в память о генерале М. Д. Скобелеве.

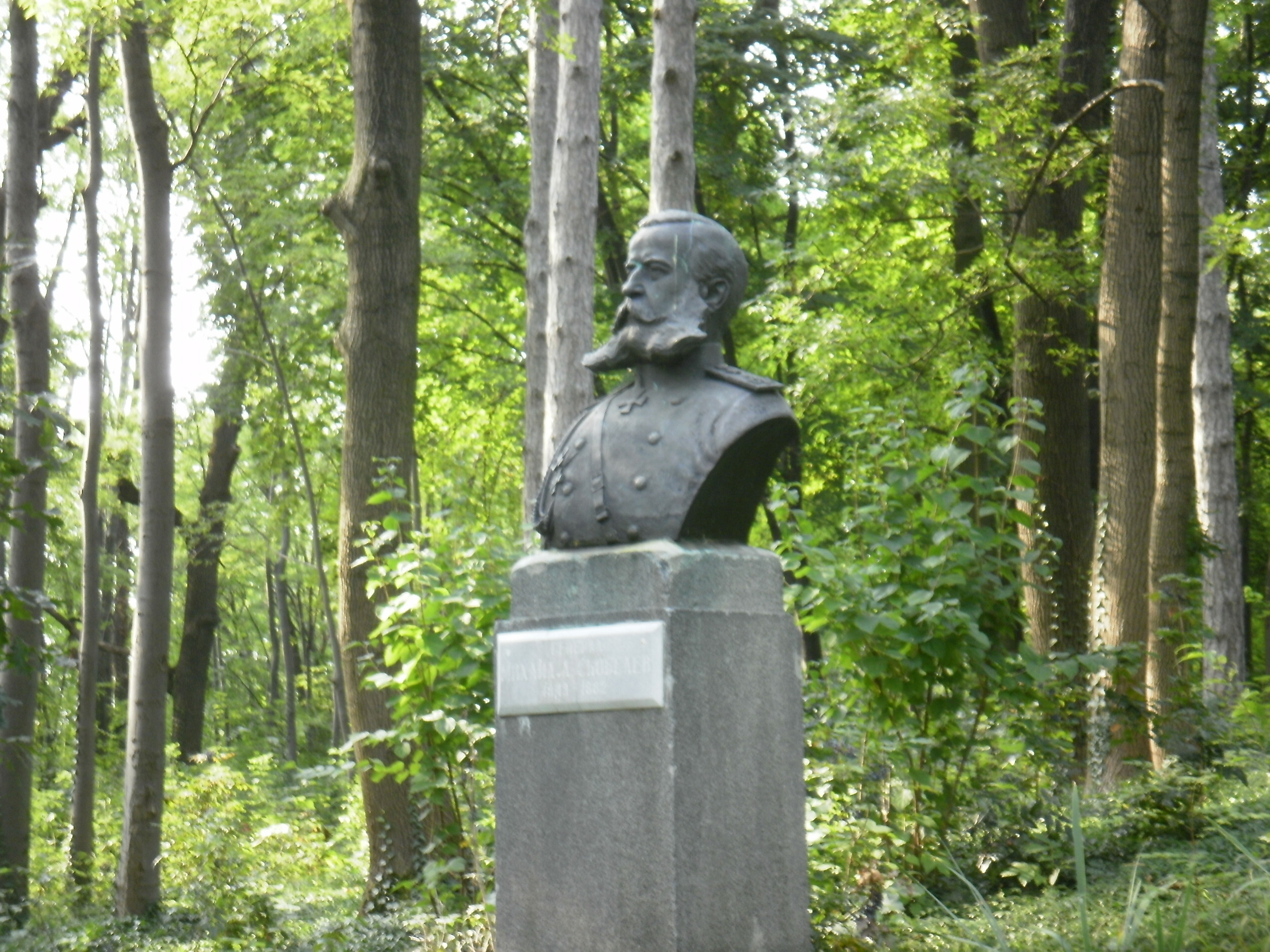
Бюст генерала М. Д. Скобелева, установленный в парке-музее Скобелева

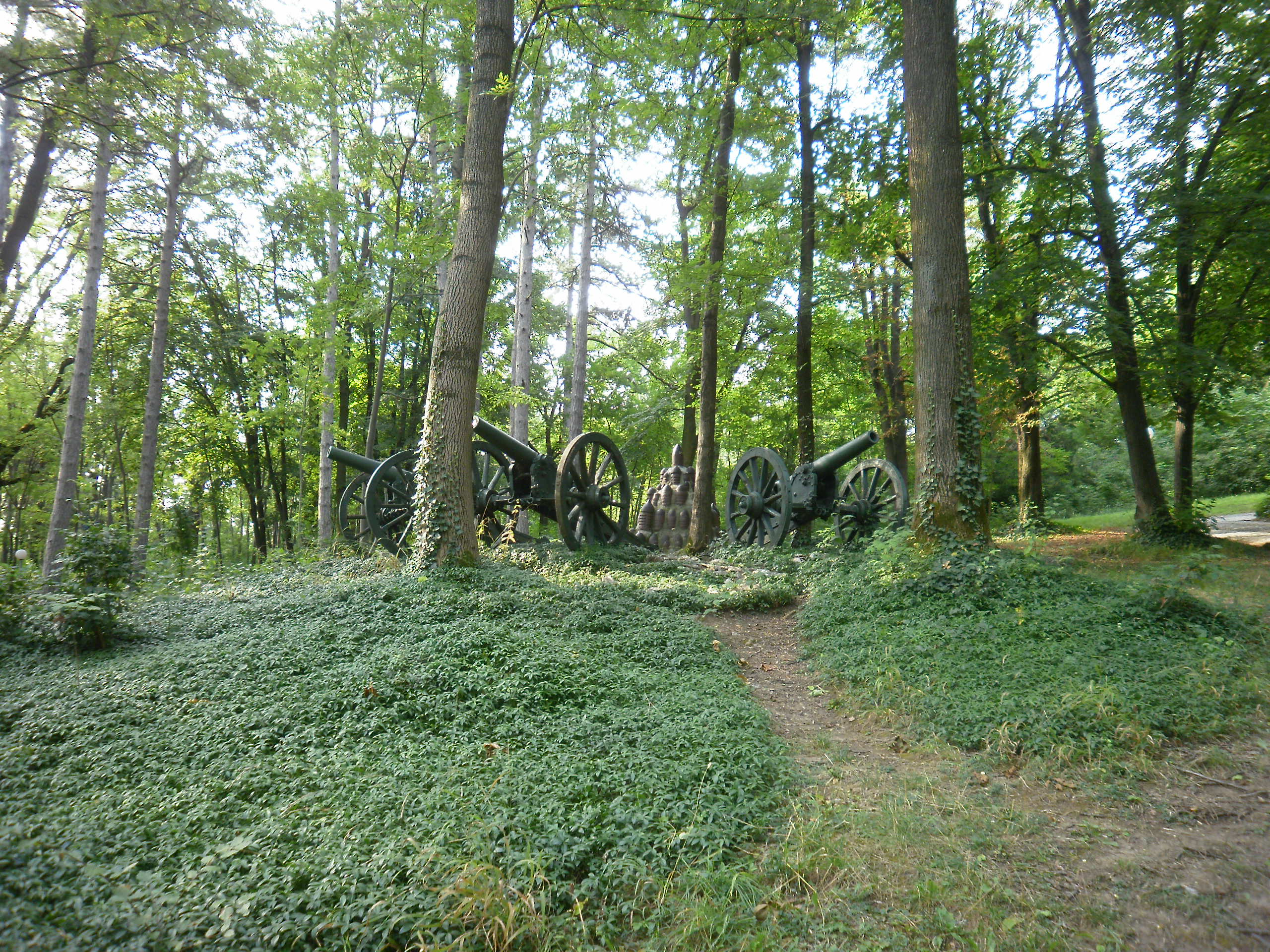
Костница Скобелев парк 2010

В 1977 году на территории парка был открыт музей-панорама «Плевенская эпопея 1877 года».